# Hetera
V antični Grčiji je bila hetera (starogrško Ἑταίρα, latinizirano: hetera, dob. 'spremljevalka', latinsko hetaera) izobražena kurtizana, prefinjena ženska spremljevalka. Čeprav je večina imela spolne odnose s svojimi podporniki, hetere niso bile preproste prostitutke.

## Pregled
V antični grški družbi so bile hetere neodvisne in včasih vplivne ženske, ki so nosile prepoznavna oblačila in so morale plačevati davke. Večinoma so bile nekdanje sužnje iz drugih mest in so bile znane po svojih dosežkih v plesu in glasbi, pa tudi po telesnih in intelektualnih talentih. V primerjavi z večino drugih žensk v grški družbi so bile hetere izobražene. Dejavno so sodelovale na simpozijih, na katerih so cenili njihovo mnenje in so jih moški spoštovali. Bile so tudi edini razred žensk v antični Grčiji, ki so imele dostop do neodvisnega nadzora nad velikimi količinami denarja. Heterizma ne bi smeli zamenjevati s prostitucijo tistega časa, ko so prodajali spolnost po zakonu in ženske delale na ulicah ali zunaj bordelov. 
Starogrško hetero lahko primerjamo z zgodnejšo babilonsko nadītu (pravni položaj žensk v babilonski družbi in v sumerskem templju sužnjev, ko so bile vključene v poslovne dejavnosti in jim je bilo dovoljeno, da so imele svoje premoženje), japonsko oiran (upoštevana vrsta yūjo (遊 女?) "ženska užitka" ali prostitutka; vendar pa se razlikuje od navadne yūjo', ki so družabnice, mnoge so postale zvezdnice. Njihova umetnost in moda sta pogosto postavljali smernice in zaradi tega je kulturni vidik tradicije oiran ohranjen do danes) in korejsko kisaeng (včasih imenovana ginyeo (hangulsko 기녀), so bile umetnice, ki so delale za zabavo drugih, kot so yangban in kralji).
V Plutarhovi knjigi Življenje Demetriusa je kralj opisal draž zakonske zveze sočasno ob veliko ženskah ter tudi druženje s svobodnimi ženskami in heterami, z Lamijo iz Aten, njegovo najljubšo (znamenita kurtizana in gospodarica Demetrija Poliorketa). Plutarh jo omenja v kar štirinajst anekdotah. Bila je celo članica spremstva Ptolemaja I. Sotra in igrala flavto. Mnoge ženske glasbenice v antični Grčiji so bile tudi prostitutke, kar pa ne velja za Lamijo pred njenim sodelovanjem z Demetrijem. Hetere, ki so se ukvarjale s kralji, so bile monogamne. Polemon Atenski je zapisal, da je bila Lamija hči atenskega državljana Cleanorja in da je zgradil stoo ali galerijo v Sikionu kot dobro delo za ljudi. Bila je znana ne samo po lepoti in čarih, ampak tudi po duhovitosti.
Druge znane hetere so bile jonska Targelija , Aspazija, spremljevalka Perikleja, Archeanasa, spremljevalka Platona, slavna Neaira, Taida, priležnica Aleksandrovega generala Ptolemaja, pozneje kralja Egipta, Lais iz Korinta, ki je slovela po lepoti v času peloponeške vojne; Lais iz Hyccare, kurtizana, ki se je brezplačno družila s filozofom Diogenom, Frina, čudovit model in muza kiparja Praksitela, in Rhoropis, protagonistka prve znane Pepelki podobne zgodbe.
Status hetere je bil v nasprotju s položajem prostitutk (πόρναι pornai), ljubic (παλλακίδες pallakides) in žena (γυναῖκες gynaikes). V slavnostnem nagovoru  proti Neaeri je Demosten dejal:
Hranimo kurtizane (hetere) za razvedrilo; hranimo konkubine (pallakae) za vsakodnevne potrebe telesa; hranimo žene (gynaekes) zaradi otrok in za zvesto skrbništvo nad našimi domovi. 
Dokler človek podpira svojo ženo in družino, ga ni bilo sram zunajzakonskih zadev. Demosten navaja, da je bila za Neairino (tako za njen prvotni nakup od Timanoridasa iz Korinta in Evkratesa iz Levkasa ter poznejši nakup njene svobode) nakupna cena 30 min ( starodavna bližnjevzhodna enota za težo, ki je bila razdeljena na 60 (50) šeklov. Mina in šekel sta bila tudi enota valute). Ker je bila mina enaka 100 drahem, drahma pa je bila protivrednost dnevne plače kvalificiranega delavca, bi to pomenilo, da je bila nakupna cena enaka 8 let plače delavca.
Poslovna hetera je imela vpliv na modo in okus, ki je presegal prostitucijo. Ko se je v grški kulturi razvila spolnost, so kurtizane temu sledile, da so ostajale v modi in ohranile posel. Po drugi strani je tudi res, da so nekateri kulturni vidiki  heter postali priljubljeni in so se udomačili v vsakdanjem grškem življenju. Atenske ženske so na primer posnemale slog prostitutk: odstranjevale so si sramne dlake, uporabljale ličila in sprejemale njihov slog oblačenja. 
Oblika besede hetairos za moškega (ἑταῖρος, hetairoi) je pomenila moškega poslovnega ali političnega družabnika. Najslavnejši naj bi bil telesni stražar iz enote konjenice Aleksandra Velikega.
V Jungovi psihologiji je po Toni Wolff hetera ena od štirih ženskih arhetipov.
Simone de Beauvoir namenja pomembno razpravo heteri v The Second Sex.